# Discografia di Bruno De Filippi
Questa voce contiene l'intera discografia di Bruno De Filippi dagli esordi fino alla sua scomparsa.

## Album in studio
- 1964 - Bruno De Filippi e il suo complesso (Fantasy)
- 1965 - Live al Santa Tecla di Milano (Bluebell Records, BBLP 35)
- 1969 - Vibrations Celebri Temi da Films -  con lo pseudonimo di "Cat" Collins (Vedette Phase 6 Super Stereo VPAS 88]
- 1978 - The Many Talents of Bruno De Filippi (Music, MSE 157)
- 1979 - Energetic line con Gigi Marson
- 1988 - Portrait in Black and White (Solstice, SOL 101)
- 1989 - Differents mood (Ariston Records, ARJ 704)
- 1992 - Bruno de Filippi in New York with Don Friedman Trio (Carosello, CRSM 079-2)
- 1995 - You and the night and the music con Don Friedman Quartet (CD 300534-2;
- 2001 - Senti che lune con Gianni Coscia (MAP GCD J1932)
- 2002 - Alone together con Don Friedman (Duck Records PLCD 044; c)

## EP
- 1958 - Bruno De Filippi e la sua chitarra (Music, EPM 10115)
- 1959 - Terry Gibson and his rocking guitar con lo pseudonimo di Terry Gibano (Music, EPM 10150)
- 1962 - Perry Mason/Guitar Twist/Twist del barbero/Nubes (Discophon, 27 116; pubblicato in Spagna)

## Singoli
- 1962 - Munasterio 'e santa Chiara/Aggio perduto 'o sonno (Bluebell Records, BB 03084)
- 1962 - Perry Mason/Guitar Twist (Bluebell Records, BB 03089)
- 1962 - Nuages/Cuore napoletano (Bluebell Records, BB 03090)
- 1962 - Twist del barbiere/Arpa twist (Bluebell Records, BB 03094)
- 1963 - Tu verrai/Il nostro amor (Bluebell Records, BB 03098)
- 1963 - Stukas/Guitar twist inciso come Bruno & His Brunos (Bluebell Records, BB 03112)
- 1963 - Mercoledì/Dammi il numero di telefono (Bluebell Records, BB 03113)
- 1964 - El purtava i scarp del tennis/L'aureola (Fantasy, fs 1007)
- 1965 - Distorsion Shake/Beat Guitar come Bruno & His Beat Guitars (Interrecord, I NP 1002)
- 1966 - Acqua in bocca/Com'è bello baciare te (Kansas, DM 1013)

## Con i The Rocky Mountains

### Singoli
- 1951 – Ol' Time Stompers (Music LPA 10)
- 1953 – Ol' Time Stompers - Vol. 2 (Music LPA 34-331/3)

## Con I Campioni

### Singoli
- 1958 – Mister Wonderful/Portame n'zieme a tte (Jolly J 20040)
- 1958 – T'ho scritto tante e tante volte/Amore impossibile (Jolly J 20041)
- 1959 – Ciao ti dirò/Stolen love (Jolly J 20050)
- 1959 – Love me forever/Giungerò fino a te (Jolly J 20056)
- 1959 – Bambola/Angelo biondo (Jolly J 20060)
- 1959 – Io voglio/Dispettosi innamorati (Jolly J 20061)
- 1959 – Tintarella di luna/Amore impossibile (Jolly J 20066)
- 1959 – Tintarella di luna/Buon dì (Jolly J 20066; stesso numero di catalogo e stesso lato A del precedente, ma lato B diverso)
- 1960 – Triste cha cha cha/Non parlarmi d'amore (Jolly J 20070)
- 1960 – Girotondo del finimondo/Non parlarmi d'amore (Jolly J 20071)
- 1960 – Angelo o diavolo/Blue star (Jolly J 20072)
- 1960 – Oh Wendy Wendy/Ciao baby ciao (Jolly J 20081)
- 1960 – Sei terribile/Crapa pelada (Jolly J 20082)
- 1961 – La vita è colorata/Sopra il cielo (Jolly J 20097)

## Collaborazioni (parziale)
| Anno | Interprete                                        | Titolo Album o singolo                                                |
| ---- | ------------------------------------------------- | --------------------------------------------------------------------- |
| 1958 | Piero Soffici                                     | Stradivarius/Prospectus/Mexico City/My funny Valentine (EP)           |
| 1958 | Bud Shank (con l'orchestra d'archi di Len Mercer) | I'll take romance                                                     |
| 1958 | Piero Soffici Quartet                             | Fantastica/Luz en el mar/Invention/Arianna (EP)                       |
| 1958 | Lilian Terry e Enrico Intra Quintet               | Hoopa hoola/Fever (45 giri)                                           |
| 1958 | Piero Soffici                                     | Il venditore di noccioline/Minor theme/Texas city/Cry me a river (EP) |
| 1959 | Gil Cuppini e il suo complesso                    | Per tutta la vita/La luna è un'altra luna (45 giri)                   |
| 1965 | The six Lions                                     | Shake in the Morning                                                  |
| 1965 | Pino Calvi                                        | Romantic                                                              |
| 1966 | Gino Paoli                                        | Le canzoni per Emmetì                                                 |
| 1966 | Nini Rosso                                        | Romantico                                                             |
| 1968 | Pino Calvi                                        | Romantic n° 1                                                         |
| 1969 | Cat Collins                                       | Vibrations - celebri temi da film                                     |
| 1969 | Augusto Martelli                                  | L'Orchestra di Augusto Martelli dal vivo                              |
| 1970 | Anna Arazzini                                     | Vola, vola in alto amore mio                                          |
| 1971 | Mina                                              | Mina (1971)                                                           |
| 1973 | Mina                                              | Amanti di valore                                                      |
| 1973 | Iva Zanicchi                                      | Le giornate dell'amore                                                |
| 1973 | Corrado Castellari                                | Cioè... voglio dire...                                                |
| 1974 | Mina                                              | Mina®                                                                 |
| 1974 | Ornella Vanoni                                    | A un certo punto...                                                   |
| 1974 | Romina Power                                      | Ascolta, ti racconto di un amore...                                   |
| 1974 | Gerry Mulligan e Astor Piazzolla                  | Summit-Reunion Cumbre                                                 |
| 1975 | Enzo Jannacci                                     | Quelli che...                                                         |
| 1975 | Angelo Branduardi                                 | La luna                                                               |
| 1975 | Ninni Carucci                                     | Da bambino mi hanno detto                                             |
| 1976 | Pino Presti                                       | 1st Round                                                             |
| 1976 | Iva Zanicchi                                      | Cara Napoli                                                           |
| 1976 | Enzo Jannacci                                     | O vivere o ridere                                                     |
| 1976 | Angelo Branduardi                                 | Alla fiera dell'est                                                   |
| 1977 | Enzo Jannacci                                     | Secondo te...Che gusto c'è?                                           |
| 1977 | Angelo Branduardi                                 | La pulce d'acqua                                                      |
| 1978 | Mina                                              | Mina Live '78                                                         |
| 1978 | Franco Simone                                     | Paesaggio                                                             |
| 1979 | Luigi Grechi                                      | Come state?                                                           |
| 1979 | Mango                                             | Arlecchino                                                            |
| 1979 | Franco Simone                                     | Franco Simone                                                         |
| 1979 | Franco Dani                                       | E ti svegli con me                                                    |
| 1979 | Piero Finà                                        | Calma cacchio non spinga                                              |
| 1980 | Pino Daniele                                      | Nero a metà                                                           |
| 1980 | Pierangelo Bertoli                                | Certi momenti                                                         |
| 1980 | Toto Cutugno                                      | Innamorata, innamorato, innamorati                                    |
| 1980 | Ornella Vanoni                                    | Ricetta di donna                                                      |
| 1980 | Giorgio Gaber                                     | Pressione bassa                                                       |
| 1981 | Enzo Jannacci                                     | E allora...Concerto                                                   |
| 1981 | Ornella Vanoni                                    | Duemilatrecentouno parole                                             |
| 1981 | Pierangelo Bertoli                                | Album                                                                 |
| 1982 | Pino D'Angiò                                      | Ti regalo della musica                                                |
| 1982 | Teresa De Sio                                     | Teresa De Sio                                                         |
| 1983 | Toquinho                                          | Acquarello                                                            |
| 1983 | Mina                                              | Mina 25                                                               |
| 1985 | Mina                                              | Finalmente ho conosciuto il conte Dracula...                          |
| 1986 | Rossana Casale                                    | La via dei misteri                                                    |
| 1987 | Giorgio Conte                                     | L'erba di S. Pietro                                                   |
| 1988 | Enrico Ruggeri                                    | La parola ai testimoni                                                |
| 1989 | Rossana Casale                                    | Incoerente jazz                                                       |
| 1990 | Caterina Valente                                  | A briglia sciolta                                                     |
| 1991 | Gino Paoli                                        | Matto come un gatto                                                   |
| 1991 | Marina Barone                                     | Marina Barone                                                         |
| 1993 | Pino Daniele                                      | Che Dio ti benedica                                                   |
| 1997 | Pierangelo Bertoli                                | Angoli di vita                                                        |
| 2001 | Nicola Arigliano                                  | Go man!                                                               |
| 2002 | Pierangelo Bertoli                                | 301 guerre fa                                                         |
| 2003 | Articolo 31                                       | Italiano medio                                                        |
| 2007 | Ornella Vanoni                                    | Una bellissima ragazza                                                |
| 2009 | Alti & Bassi                                      | Io ho in mente te                                                     |
| 2009 | Angelo Branduardi                                 | Senza spina                                                           |